# Johann Birnbaum
Johann Birnbaum (23. února 1793 Jiřetín pod Jedlovou – 18. září 1872 Jiřetín pod Jedlovou) byl česko-německý malíř obrazů s církevními náměty, portrétů, krajinek a betlémů. Zakázky získával po celých Čechách a na Moravě, nejvíce však ve Šluknovském výběžku.

## Život
Johann Birnbaum se narodil v rodině jiřetínského krejčího Sebastiana Birnbauma. Malířství se učil nejprve u místního malíře a betlémáře Augustina Donata nebo jeho bratra Antona. V letech 1821–1822 studoval na pražské Akademii výtvarných umění pod vedením Josefa Berglera (1753–1829). V téže době školu navštěvoval také Josef Führich (1800–1876), který Birnbauma označil za jednoho z nejlepších krajinářů své doby. Tři z jeho devíti dětí – synové Johann ml. (1825–1866), Konrad (1827–1899) a Ferdinand (1835–1884) – se stali rovněž malíři. Johann Birnbaum zemřel v rodné obci dne 18. září 1872 ve věku 79 let.

## Dílo
Ve své tvorbě se Johann Birnbaum věnoval převážně malbě církevních obrazů, portrétů a betlémů, pro obyvatele Jiřetína a okolí vypracoval také množství krajinek. Regionálně oblíbeným a uznávaným se stal již během svého života, zakázky však získával po celých Čechách a na Moravě. Během svého života vytvořil 21 souborů křížových cest. Jím malované figury betlémů byly typické spojením jemně laděné červené a zelené barvy.
Malby Johanna Birnbauma (výběr)
- 1837 – oltářní obraz Zmrtvýchvstání Páně v kostele Nejsvětější Trojice v Jiřetíně pod Jedlovou
- 1840 – oltářní obraz svatého Jana Nepomuckého v kostele svatého Martina v Brtníkách
- 1844 – oltářní obraz svaté Barbory v kostele Nanebevzetí Panny Marie v Liběšicích
- 1848 – oltářní obraz svatého Vavřince v kostele svatého Vavřince v Království – návrh
- 1851 – zastavení křížové cesty v poutním kostele Navštívení Panny Marie v Horní Polici
- 1854 – křížová cesta v bazilice svatého Vavřince a svaté Zdislavy v Jablonném v Podještědí
- 1855 – oltářní obraz svatého Václava v kostele svatého Václava ve Fukově
- 1856 – oltářní obraz Nejsvětější Trojice v kostele Nejsvětější Trojice v Jiřetíně pod Jedlovou
- 1856 – obrazy zastavení křížové cesty ve Velkém Šenově (nedochované)
- 1860 – postranní oltář pro XIII. zastavení křížové cesty na Křížové hoře v Jiřetíně pod Jedlovou
- oltářní obraz svaté Kateřiny v kostele svaté Kateřiny Alexandrijské v Dolním Podluží
- oltářní obraz svatého Víta v kostele svatého Víta v Osečné
- oltářní obraz Marie – královna andělů v poutním kostele Navštívení Panny Marie v Horní Polici
- obraz Poslední večeře Páně v kapli Povýšení svatého Kříže na Křížové hoře v Jiřetíně pod Jedlovou

## Galerie

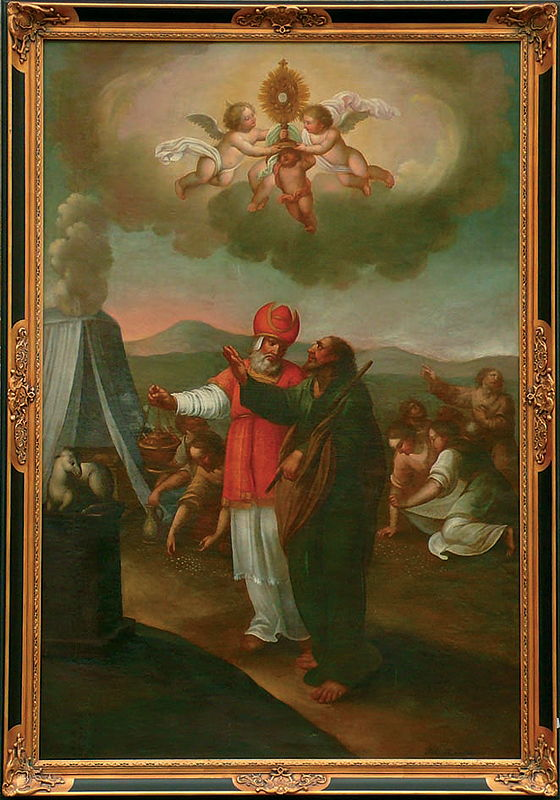
Mojžíš – sbírání many
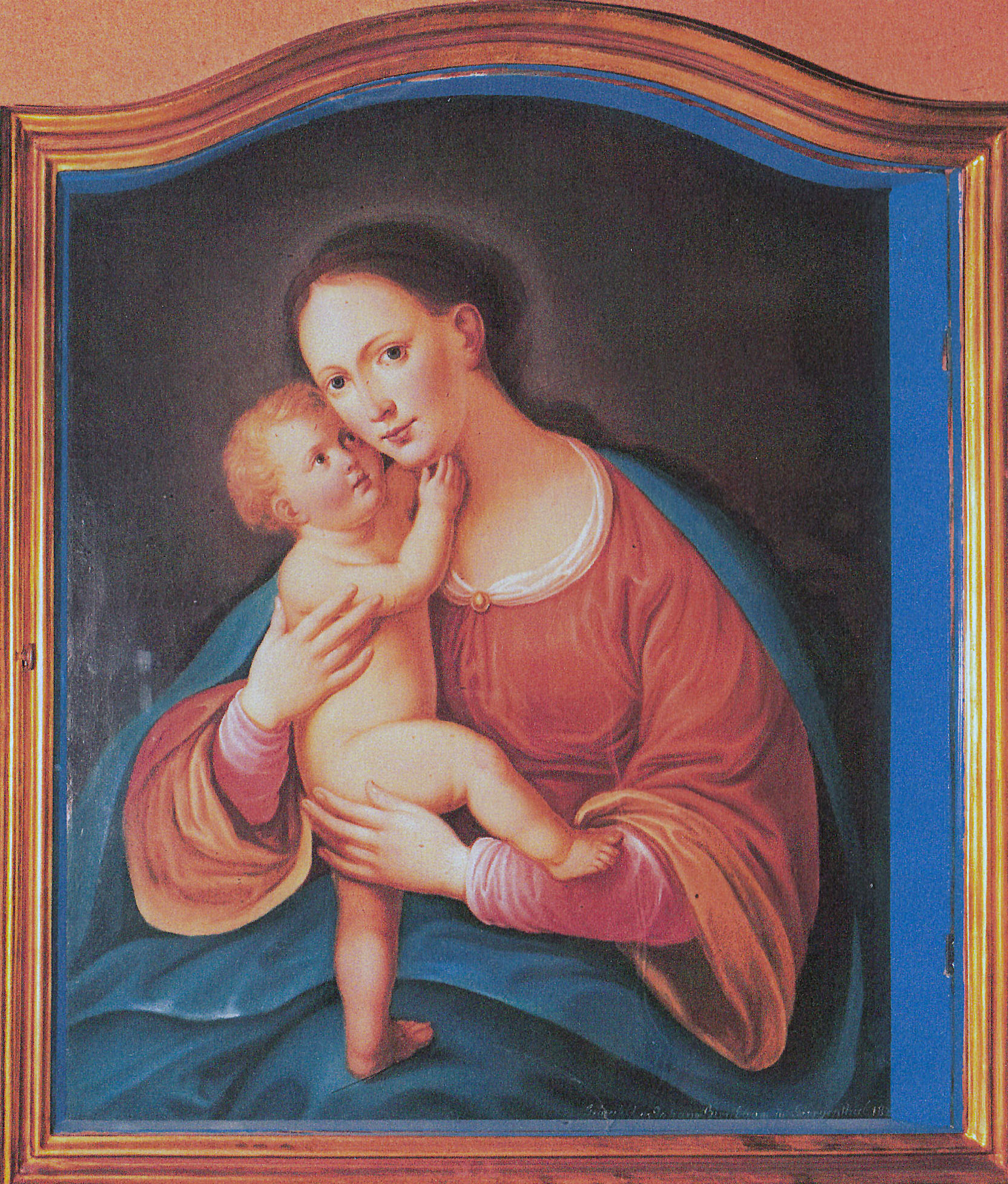
Madona s dítětem (vystavený v rumburském muzeu)
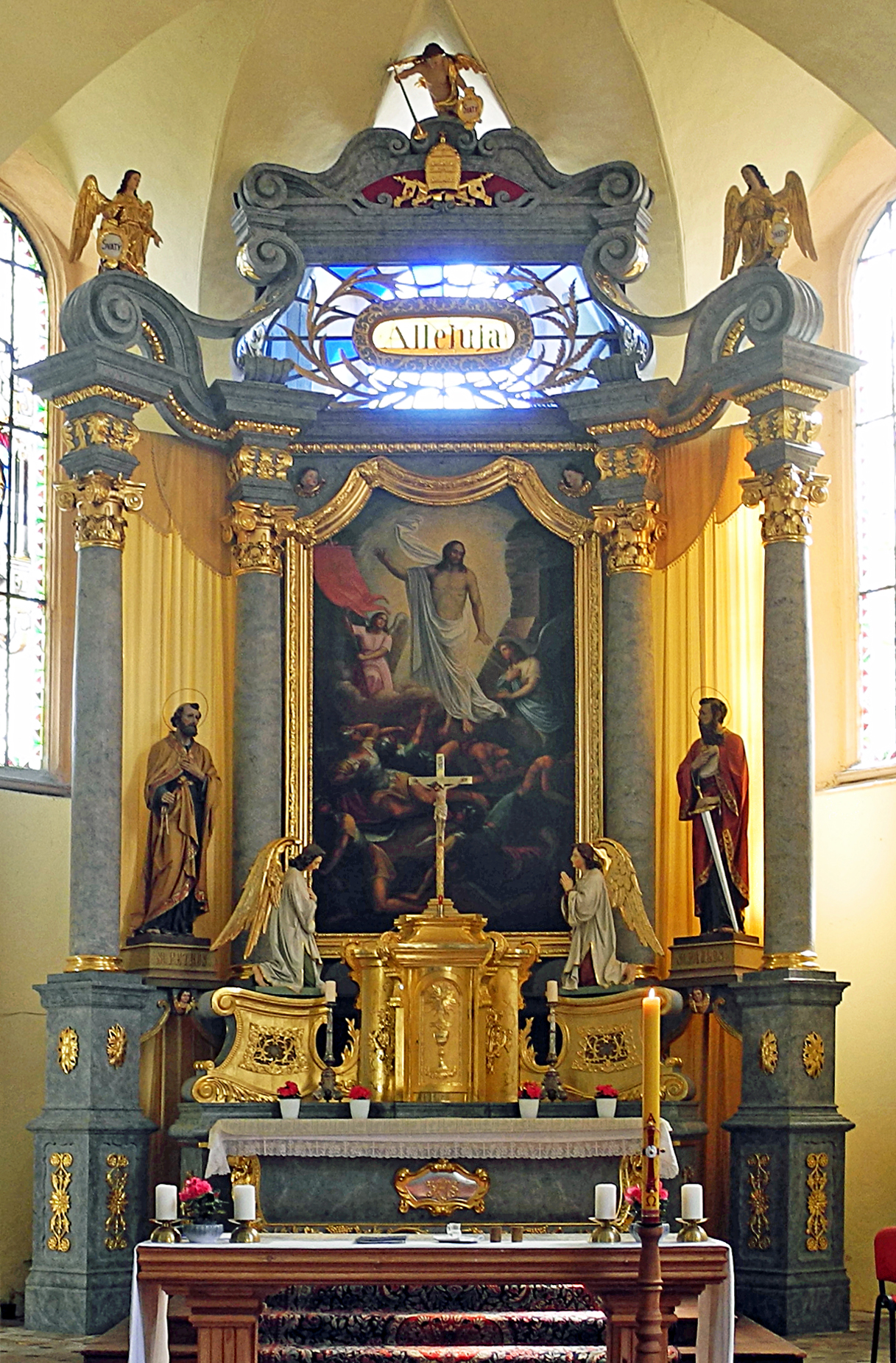
Zmrtvýchvstání Páně (1837), kostel Nejsvětější Trojice v Jiřetíně pod Jedlovou